# Sophie Turner
Sophie Turner (Northampton, 21 de febrer de 1996) és una actriu anglesa, coneguda pel seu paper com a Sansa Stark en la sèrie de televisió fantàstica Game of Thrones.

## Biografia

### Personal
Turner va néixer a Northampton i es va traslladar a Warwick quan tenia dos anys. Allà, va anar a l'escola "Warwick Prep School" fins als onze anys i després va anar al "King's High School".

Turner és amiga de Maisie Williams que interpreta a la germana del seu personatge, Arya Stark, a Game of Thrones. Es van conèixer durant les audicions, amb Williams descobrint, dos setmanes després que Turner, que havia aconseguit el paper.
Després que la producció de la primera temporada de Game of Thrones acabés, la família de Turner va adoptar Zunni, el gos que havia fer de la lloba fera de la Sansa Stark, la Lady, en la sèrie.

### Carrera
En el seu primer paper davant d'una càmera, Turner interpreta la Sansa Stark, la filla gran de la Casa Stark en la sèrie de televisió de la HBO del 2011, Game of Thrones. Es va tenyir el seu cabell ros de pèl-roig/castany per al paper. Aquest paper li va fer guanyar una candidatura al Premi Young Artist com a Millor Actriu Secundària Jove en una sèrie de TV.
Turner interpretarà el personatge principal de la pel·lícula Panda Eyes d'Isabel Coixet basada en la novel·la Another Me de Catherine MacPhail, actuant al costat de Jonathan Rhys-Meyers, Claire Forlani, Rhys Ifans i Geraldine Chaplin. La pel·lícula va començar el rodatge el novembre de 2012 al Regne Unit i a Barcelona. Panda Eyes farà la seva estrena a Amèrica del Nord al Festival Internacional de Cinema de Toronto el 2013.

## Filmografia

### Cinema
| Any  | Títol                   | Paper        | Notes          |
| ---- | ----------------------- | ------------ | -------------- |
| 2013 | Another Me (Mi otro yo) | Fay Delussey |                |
| 2015 | Barely Lethal           | Heather      |                |
| 2015 | X-Men: Apocalypse       | Jean Grey    |                |
| 2016 | Alone                   | Penelope     | Post-producció |

### Televisió
| Any        | Títol               | Paper         | Notes      |
| ---------- | ------------------- | ------------- | ---------- |
| 2011- 2019 | Game of Thrones     | Sansa Stark   | Sèrie      |
| 2013       | The Thirteenth Tale | Adeline March | Pel·lícula |

## Premis i nominacions
| Any  | Premi                        | Categoria                                        | Treball         | Resultat  |
| ---- | ---------------------------- | ------------------------------------------------ | --------------- | --------- |
| 2011 | Premis Scream                | Millor Repartiment                               | Game of Thrones | Nominat   |
| 2011 | Premis del Sindicat d'Actors | Millor Repartiment de televisió - Drama          | Game of Thrones | Nominat   |
| 2012 | Premis Young Artist          | Millor Actriu Secundària Jove en una sèrie de TV | Game of Thrones | Nominat   |
| 2013 | Premis del Sindicat d'Actors | Millor Repartiment de televisió - Drama          | Game of Thrones | Nominat   |
| 2014 | Premis del Sindicat d'Actors | Millor Repartiment de televisió - Drama          | Game of Thrones | Nominat   |
| 2015 | Premi Empire                 | Empire Hero al Repartiment de Game of Thrones    | Game of Thrones | Guanyador |
| 2015 | Premis EWwy                  | Millor Actriu Secundària - Drama                 | Game of Thrones | Nominat   |
| 2015 | Premis del Sindicat d'Actors | Millor Repartiment de televisió - Drama          | Game of Thrones | Nominat   |
| 2016 | Premis Huading               | Millor Actriu                                    | Global          | Guanyador |
| 2016 | Premis Glamour               | Millor Actriu Britànica de Televisió             | Game of Thrones | Guanyador |